# Dmitri Galagot
Dmitri Galagot (Briceni, 11 de octubre de 1992) es un deportista moldavo que compitió en boxeo. Ganó una medalla de plata en el Campeonato Europeo de Boxeo Aficionado de 2013, en el peso superligero.

## Palmarés internacional
| Campeonato Europeo | Campeonato Europeo  | Campeonato Europeo | Campeonato Europeo |
| Año                | Lugar               | Medalla            | Categoría          |
| ------------------ | ------------------- | ------------------ | ------------------ |
| 2013               | Minsk (Bielorrusia) | Medalla de plata   | 64 kg              |